# Мічурінська сільська рада (Шаранський район)
Мічу́рінська сільська рада (рос. Мичуринский сельский совет) — муніципальне утворення у складі Шаранського району Башкортостану, Росія. Адміністративний центр — село Мічурінськ.

## Населення
Населення — 2283 особи (2019, 2715 у 2010, 3001 у 2002).

## Склад
До складу поселення входять такі населені пункти:
| Населений пункт           | Населення, осіб (2002) | Населення, осіб (2010) |
| ------------------------- | ---------------------- | ---------------------- |
| Борисовка, присілок       | 83                     | 82                     |
| Булансаз, присілок        | 119                    | 104                    |
| Григор'євка, присілок     | 4                      | 4                      |
| Єланчикбаш, присілок      | 56                     | 58                     |
| Кубаляк, присілок         | 14                     | 31                     |
| Михайловка, присілок      | 182                    | 138                    |
| Мічурінськ, село          | 372                    | 328                    |
| Нові Кар'явди, село       | 145                    | 118                    |
| Новобайгільдіно, присілок | 64                     | 55                     |
| Новобайкієво, присілок    | 36                     | 38                     |
| Новопетровка, присілок    | 43                     | 40                     |
| Новотроїцьк, присілок     | 36                     | 17                     |
| Новотурбеєво, присілок    | 50                     | 48                     |
| Новочикеєво, присілок     | 52                     | 34                     |
| Новоюмашево, село         | 340                    | 296                    |
| Папановка, присілок       | 73                     | 90                     |
| Покровка, присілок        | 12                     | 8                      |
| Рождественка, присілок    | 157                    | 151                    |
| Соколовка, присілок       | 40                     | 36                     |
| Старотурбеєво, село       | 124                    | 96                     |
| Старочикеєво, село        | 245                    | 218                    |
| Тімірово, присілок        | 94                     | 83                     |
| Три Ключа, присілок       | 101                    | 107                    |
| Чингіз-Івановка, присілок | 0                      | -                      |
| Шаранбаш-Князево, село    | 448                    | 429                    |
| Юность, присілок          | 114                    | 106                    |